# Franko Andrijašević
Pour les articles homonymes, voir Andrijašević.
Franko Andrijašević est un footballeur international croate né le 22 juin 1991 à Split. Il évolue au poste de milieu offensif avec le club chinois du Zhejiang Professional.

## Biographie

### En équipe nationale
Franko Andrijašević participe au championnat d'Europe des moins de 19 ans 2010 avec la sélection croate. Son équipe atteint le stade des demi-finales, en se faisant éliminer par la France.

## Palmarès
- Championnat de Croatie en 2015 et 2017
- Vainqueur de la Coupe de Croatie en 2013 et 2017
- Meilleur joueur du championnat croate en 2016/2017